# Macronemurus jejunus
Macronemurus jejunus is een insect uit de familie van de mierenleeuwen (Myrmeleontidae), die tot de orde netvleugeligen (Neuroptera) behoort. 
Macronemurus jejunus is voor het eerst wetenschappelijk beschreven door Navás in 1912.